# The Boxer (Simon & Garfunkel)
The Boxer is een nummer van het Amerikaanse zangduo Simon & Garfunkel. Het is in november 1968 opgenomen en op 21 maart 1969 uitgebracht als eerste single van het album Bridge Over Troubled Water. Het lied is geschreven door Paul Simon en geproduceerd door Paul Simon, Art Garfunkel en Roy Halee. De opnames van het nummer namen meer dan 100 uur in beslag. 

## Tekst
De autobiografische en deels op de Bijbel geïnspireerde tekst is een klaagzang van een man die probeert om te gaan met de eenzaamheid en armoede in New York. De eerste paar coupletten zijn geschreven in de eerste persoon. Hierin vertelt de hoofdpersoon hoe hij tijdens zijn jeugd in grote armoede heeft geleefd, waarbij hij al vroeg zijn thuis en familie heeft verlaten en zich vaak in de sloppenwijken (...poorer quarters where the ragged people go...) ophield. Het laatste couplet is in de derde persoon en verhaalt hoe de hoofdpersoon volhardt in zijn strijd om te overleven. Deze strijd wordt beschreven aan de hand van een metafoor uit de bokswereld: In the clearing stands a boxer / And a fighter by his trade / And he carries the reminders / Of ev'ry glove that laid him down / And cut him till he cried out...). 
In de opnames op het album en de single ontbreekt een couplet, dat wel te horen is op een eerdere versie van het lied. De tekst hiervan is als volgt:
Now the years are rolling by me

They are rockin' evenly

I am older than I once was

And younger than I'll be; that's not unusual.

No, it isn't strange

After changes upon changes

We are more or less the same

After changes we are more or less the same.
Bij optredens werd dit couplet wel vaak gezongen, onder andere bij de concerten opgenomen op de albums Live Rhymin' en The Concert in Central Park.

## Hitnotaties
Het nummer bereikte de tweede plaats in de Nederlandse Top 40 en in Oostenrijk. De top 10 werd ook gehaald in Canada (#3), Zuid-Afrika (#3), Zweden (#5), Verenigd Koninkrijk (#6), Ierland (#7), Verenigde Staten (#7), Australië (#8), Noorwegen (#9) en Spanje (#10).
Het nummer is door verschillende artiesten gecoverd. Onder andere Me First and the Gimme Gimmes, Bob Dylan, Neil Diamond, Emmylou Harris, Mumford & Sons, Nick & Simon en Waylon Jennings hebben het nummer op album opgenomen. 

### Evergreen Top 1000
| Evergreen Top 1000 "The Boxer" | Evergreen Top 1000 "The Boxer" | Evergreen Top 1000 "The Boxer" | Evergreen Top 1000 "The Boxer" | Evergreen Top 1000 "The Boxer" | Evergreen Top 1000 "The Boxer" | Evergreen Top 1000 "The Boxer" | Evergreen Top 1000 "The Boxer" | Evergreen Top 1000 "The Boxer" | Evergreen Top 1000 "The Boxer" | Evergreen Top 1000 "The Boxer" | Evergreen Top 1000 "The Boxer" | Evergreen Top 1000 "The Boxer" | Evergreen Top 1000 "The Boxer" | Evergreen Top 1000 "The Boxer" | Evergreen Top 1000 "The Boxer" | Evergreen Top 1000 "The Boxer" |
| Jaar                           | 2008                           | 2009                           | 2010                           | 2011                           | 2012                           | 2013                           | 2014                           | 2015                           | 2016                           | 2017                           | 2018                           | 2019                           | 2020                           | 2021                           | 2022                           | 2023                           |
| ------------------------------ | ------------------------------ | ------------------------------ | ------------------------------ | ------------------------------ | ------------------------------ | ------------------------------ | ------------------------------ | ------------------------------ | ------------------------------ | ------------------------------ | ------------------------------ | ------------------------------ | ------------------------------ | ------------------------------ | ------------------------------ | ------------------------------ |
| Positie                        | 333                            | 908                            | 902                            | 902                            | 959                            | 71                             | 173                            | 142                            | 115                            | 97                             | 61                             | 64                             | 59                             | 73                             | 82                             | 71                             |

### NPO Radio 2 Top 2000
| Nummer met noteringen in de NPO Radio 2 Top 2000 | '99 | '00 | '01 | '02 | '03 | '04 | '05 | '06 | '07 | '08 | '09 | '10 | '11 | '12 | '13 | '14 | '15 | '16 | '17 | '18 | '19 | '20 | '21 | '22 | '23 | '24 |
| ------------------------------------------------ | --- | --- | --- | --- | --- | --- | --- | --- | --- | --- | --- | --- | --- | --- | --- | --- | --- | --- | --- | --- | --- | --- | --- | --- | --- | --- |
| The Boxer                                        | 165 | 212 | 178 | 174 | 221 | 197 | 200 | 193 | 307 | 205 | 180 | 166 | 141 | 120 | 123 | 144 | 162 | 134 | 140 | 154 | 156 | 132 | 152 | 182 | 225 | 247 |

1. ↑  Een vetgedrukt getal geeft de hoogste notering aan.

- MusicBrainz work: d45cd2ac-52d2-3469-b9c3-985dc15523ef